# Hydriastele variabilis
Hydriastele variabilis är en enhjärtbladig växtart som först beskrevs av Odoardo Beccari, och fick sitt nu gällande namn av Karl Ewald Maximilian Burret. Hydriastele variabilis ingår i släktet Hydriastele och familjen Arecaceae. Inga underarter finns listade i Catalogue of Life.